# Kąpiel galwaniczna
Kąpiel galwaniczna – wodny roztwór związków chemicznych, w których poddaje się obróbce galwanicznej metale i stopy.
Kąpiel galwaniczna jest elektrolitem; podczas przepuszczania przez ten roztwór prądu elektrycznego na zanurzonych w nim elektrodach następuje wydzielenie się np. metalu (tworzenie się powłok galwanicznych).
Kąpiel galwaniczna zawiera sole nakładanego metalu oraz dodatki związki organiczne i związki nieorganiczne mające wpływ na przewodność roztworu, jakość otrzymywanych powłok, polaryzację elektrod i inne.